# Sân vận động Bilino Polje
Bilino Polje là sân vận động bóng đá nhà của câu lạc bộ bóng đá Giải Ngoại hạng Bosna và Hercegovina NK Čelik của thành phố Zenica ở Bosna và Hercegovina và là một trong hai sân vận động của đội tuyển bóng đá quốc gia Bosna và Hercegovina. Sân đôi khi cũng được sử dụng cho đội tuyển bóng bầu dục quốc gia Bosna và Hercegovina.

## Lịch sử
Sân vận động được xây dựng và mở cửa vào năm 1972. Sân được sử dụng trong trận đấu đầu tiên của Bosna và Hercegovina là trận đấu giao hữu với Albania vào năm 1995 với kết quả là chiến thắng 2–0 dành cho Albania. Sân vận động được coi là "lời nguyền" đối với các đội tuyển quốc gia nước ngoài, bởi vì đội tuyển quốc gia Bosna thường thắng hoặc hiếm khi thua các trận đấu trên sân nhà của họ tại sân vận động Bilino Polje. Trong khoảng thời gian từ năm 1995 đến tháng 10 năm 2006, Bosna đã bất bại trên sân nhà trong khoảng 15 trận đấu được chơi ở Zenica. Thành phố Zenica đã phải chờ thêm 4 năm nữa (1996–2000) trước khi trận đấu tiếp theo của đội tuyển quốc gia được diễn ra tại sân vận động. Trận đấu này cũng là một trận giao hữu, lần này là trận gặp Macedonia, với kết quả cuối cùng là chiến thắng 1–0 cho đội chủ nhà. Đội tuyển quốc gia Bosna không bao giờ thua trên sân này cho đến vòng loại Euro 2016 trước Cộng hòa Síp.
NK Čelik được thành lập vào năm 1945 với tư cách là một câu lạc bộ và chơi các trận đấu trên sân nhà tại Blatuša. Vào thời điểm đó, sân vận động chủ yếu được xây dựng với khán đài bằng gỗ và có thể chứa được 15.600 khán giả. Zenica, là một thành phố công nghiệp và có Željezara là nhà cung cấp chính cho phần lớn dân số của thành phố, cần phải cung cấp một số loại công việc đề nghị cho những người làm việc chăm chỉ. Bấy giờ, quyết định đã được đưa ra là xây dựng một sân vận động lớn hơn kể từ khi NK Čelik tham gia Giải bóng đá hạng nhất quốc gia Nam Tư.
Bilino Polje được xây dựng trong khoảng thời gian từ 6 đến 8 tháng, và đã sẵn sàng để NK Čelik tổ chức giải đấu gồm các đội bóng châu Âu tên là Cúp Mitropa. Vào thời điểm đó, NK Čelik đã đấu với Fiorentina trong trận chung kết Cúp Mitropa tại sân vận động này và đã giành chiến thắng năm đó. Ngoài ra, NK Čelik cũng đã giành chức vô địch Cúp Mitropa vào năm sau. Vài năm sau khi xây dựng, sân vận động thực sự đã được trao giải thưởng vì là sân vận động đẹp nhất ở Nam Tư. Bilino Polje có sân hình chữ nhật với kích thước theo phong cách Anh, thay vì hình bầu dục như sân vận động Koševo ở Sarajevo, khiến nó trở thành sân vận động hơi khác thường ở Bosna và Hercegovina.

## Vị trí
Sân vận động nằm trong khu đô thị của Zenica và có thể dễ dàng truy cập và điều hướng đến từ một số điểm trong thành phố. Sân cũng được kết nối tốt với việc tái phát triển đô thị đang diễn ra của mạng lưới đường bộ của thành phố.

## Thống kê sân vận động
ref1.

Các trận đấu bóng đá của đội tuyển bóng đá quốc gia Nam Tư đến năm 1992:
| Ngày                | Đội tuyển | Kết quả | Đội tuyển  | Giải đấu                 |
| ------------------- | --------- | ------- | ---------- | ------------------------ |
| 17 tháng 4 năm 1974 | Nam Tư    | 0–1     | Liên Xô    | Giao hữu                 |
| 27 tháng 3 năm 1985 | Nam Tư    | 1–0     | Luxembourg | Vòng loại World Cup 1986 |

Các trận đấu bóng đá của đội tuyển bóng đá quốc gia Bosna và Hercegovina cho đến nay:
| Bảng các trận đấu được đá tại Bilino Polje | Bảng các trận đấu được đá tại Bilino Polje | Bảng các trận đấu được đá tại Bilino Polje | Bảng các trận đấu được đá tại Bilino Polje | Bảng các trận đấu được đá tại Bilino Polje | Bảng các trận đấu được đá tại Bilino Polje | Bảng các trận đấu được đá tại Bilino Polje | Bảng các trận đấu được đá tại Bilino Polje |
| St                                         | T                                          | H                                          | B                                          | BT                                         | BB                                         | HS                                         |                                            |
| ------------------------------------------ | ------------------------------------------ | ------------------------------------------ | ------------------------------------------ | ------------------------------------------ | ------------------------------------------ | ------------------------------------------ | ------------------------------------------ |
| 43                                         | 26                                         | 10                                         | 8                                          | 85                                         | 32                                         | +53                                        |                                            |

Bảng chính xác vào ngày 19 tháng 11 năm 2015.

## Hình ảnh

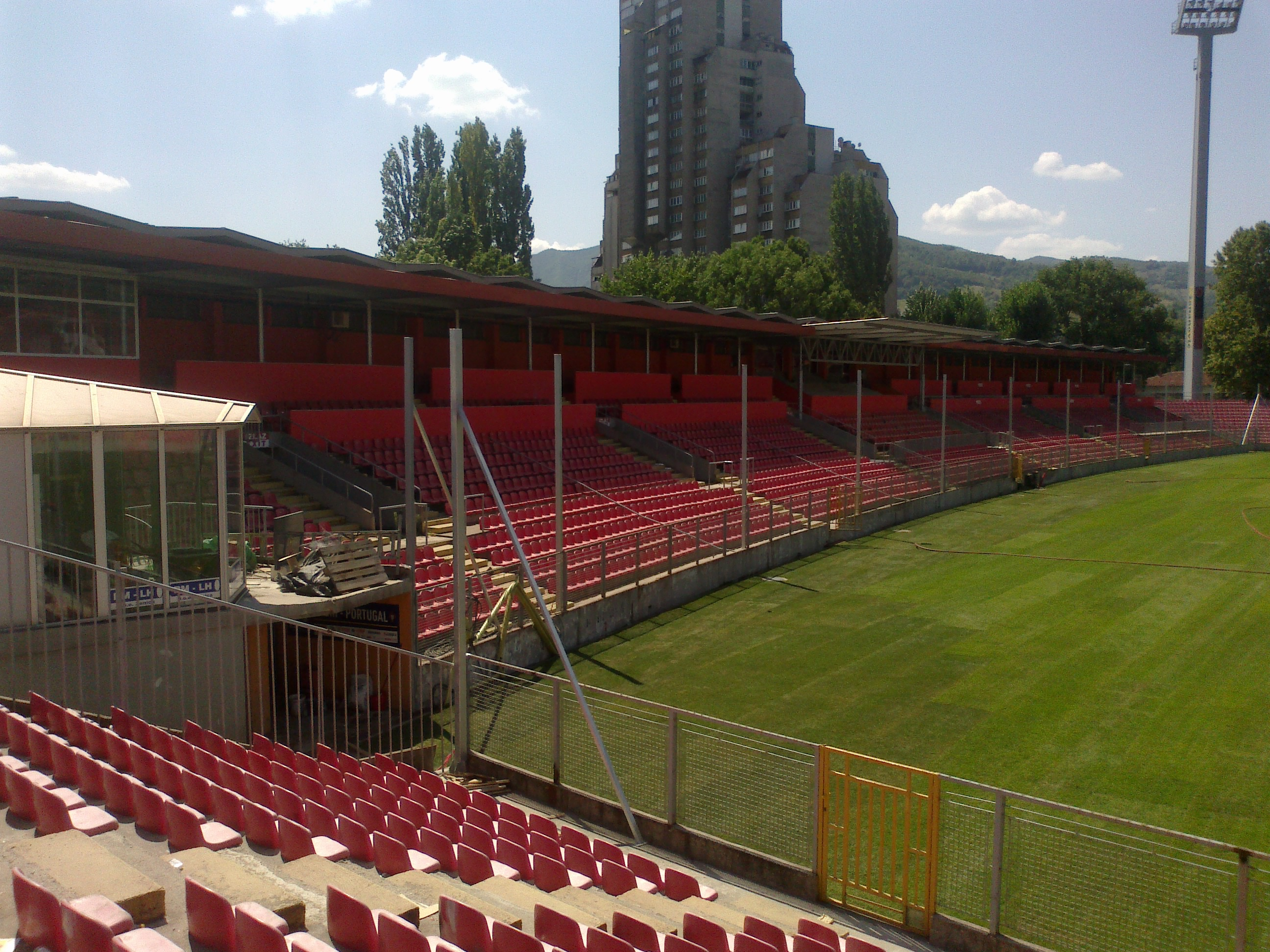
Khán đài phía Đông
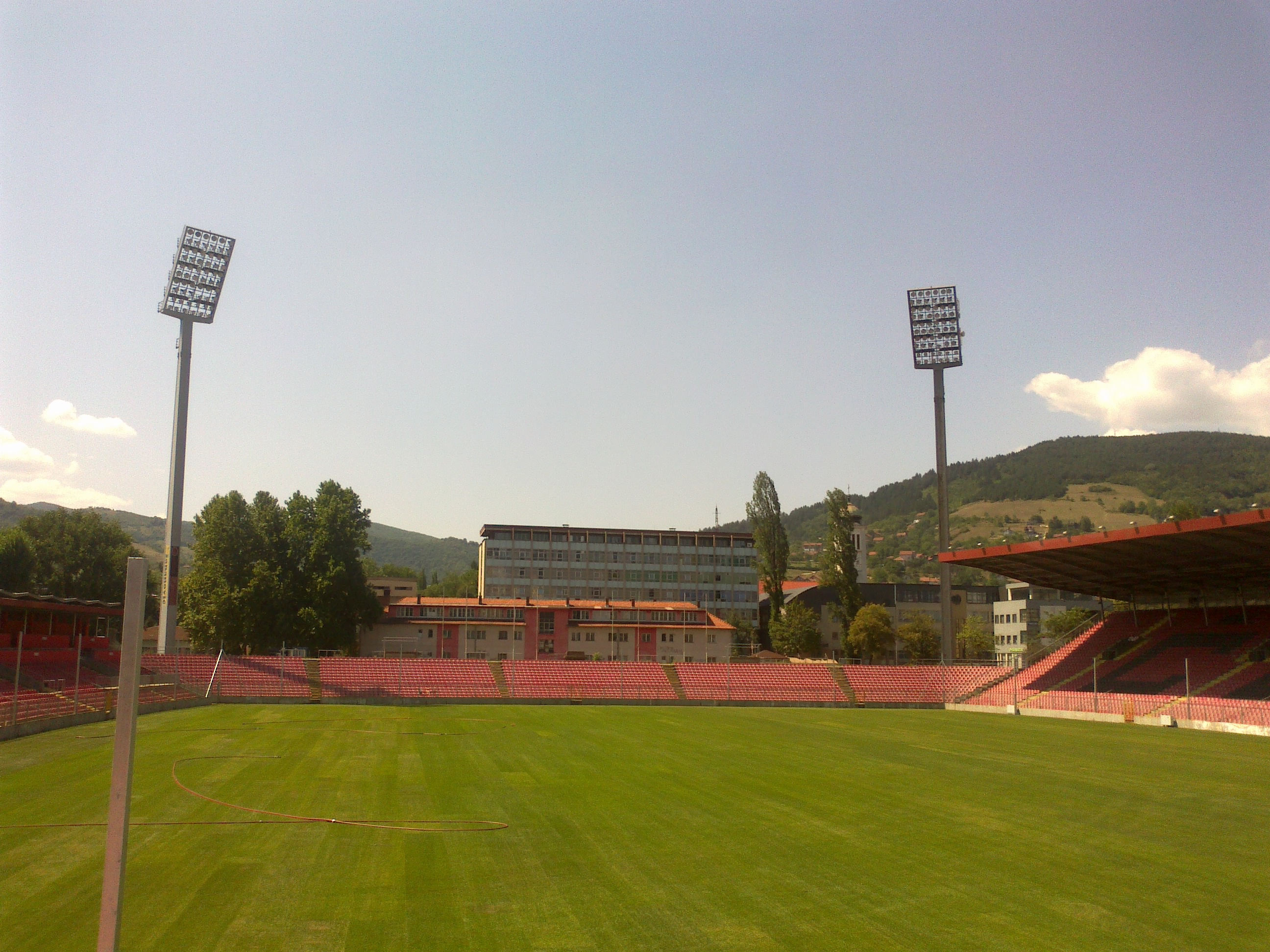
Khán đài phía Nam
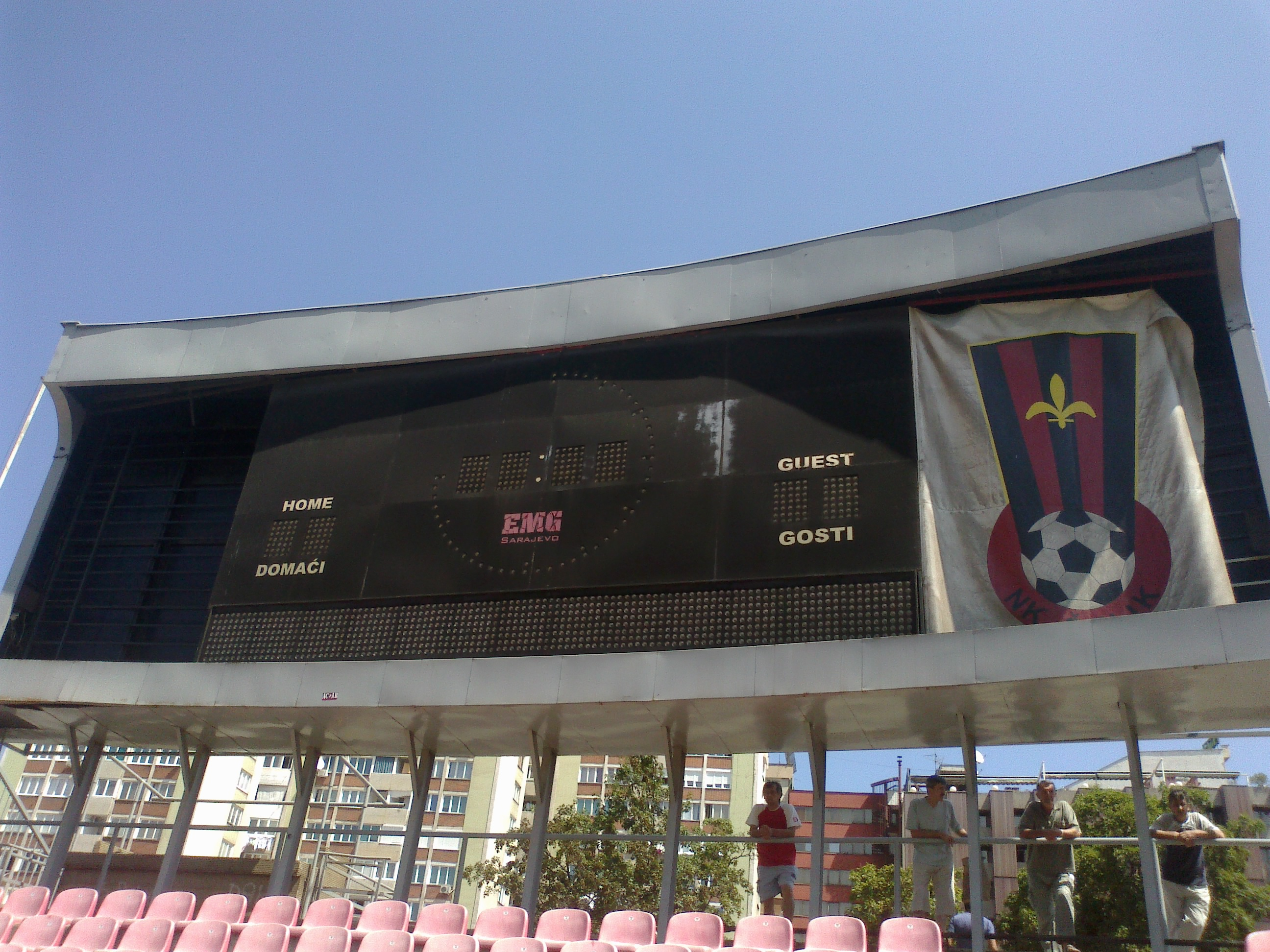
Bảng tỉ số ở khán đài phía Bắc
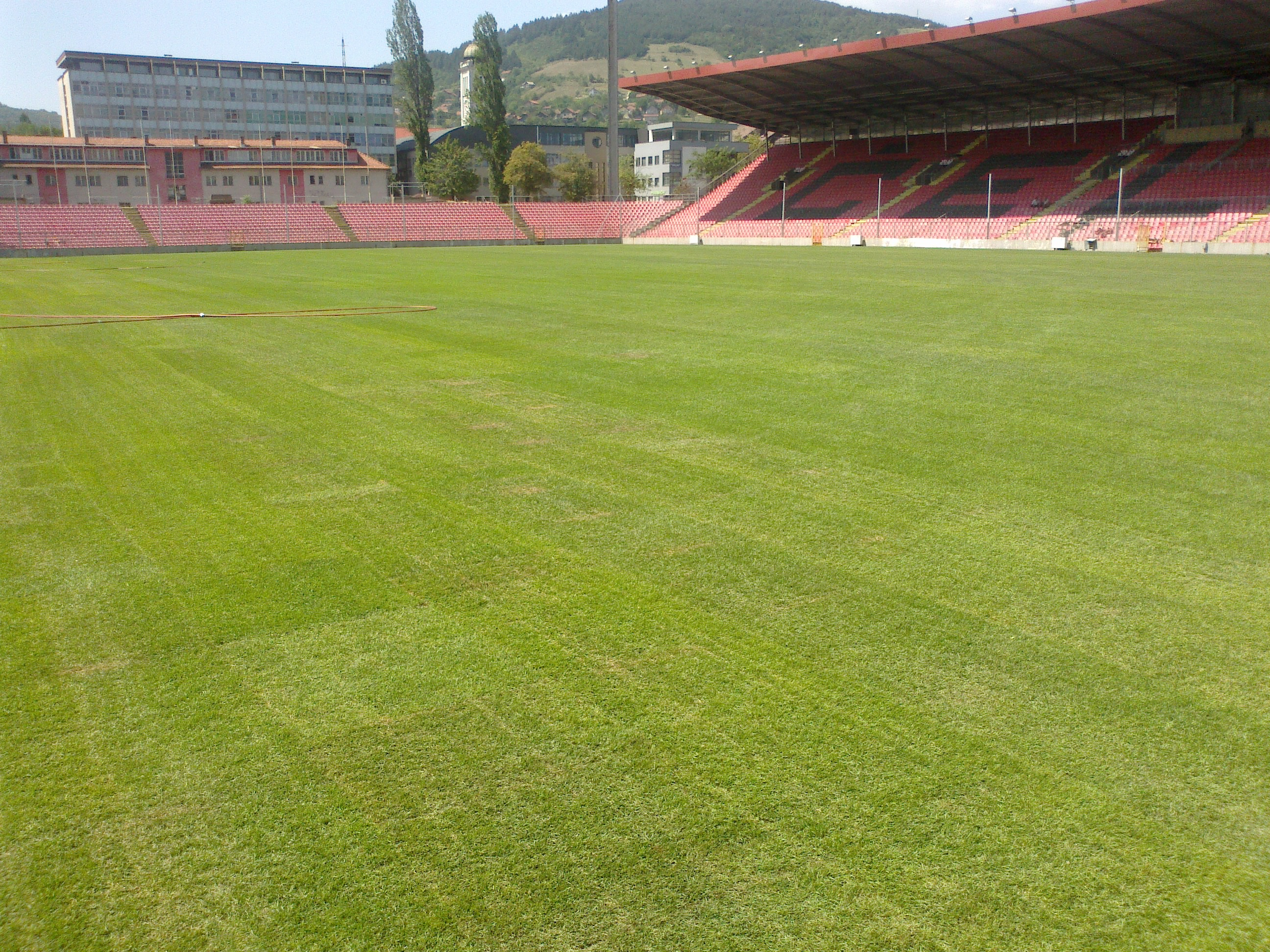
Lớp cỏ mới (đặt vào tháng 8 năm 2012)